# Leonor de Lencastre
Leonor de Lencastre também chamada de Leonor Plantageneta (1318 – Castelo de Arundel, 11 de janeiro de 1372) foi uma nobre inglesa. Ela foi senhora Beaumont pelo seu primeiro casamento João de Beaumont, 2.º Barão Beaumont, e condessa de Arundel pelo seu segundo casamento com Ricardo Fitzalan, 3.º Conde de Arundel. Descendente de reis ingleses, Leonor também foi ancestral de vários outros reis de Inglaterra através de suas filhas Joana e Alice: Henrique V, Eduardo IV, Ricardo III, Eduardo V, e os subsequentes reis da Casa de Tudor a partir de Henrique VII, além de bisavó da rainha consorte da Escócia, Joana Beaufort.

## Família
Leonor foi a quinta filha, sexta e penúltima criança nascida de Henrique, 3.º Conde de Lencastre, um dos principais responsáveis pela deposição do primo, o rei Eduardo II de Inglaterra, e de Matilde Chaworth.
Os seus avós paternos foram Edmundo Crouchback, o fundador da Dinastia de Lencastre, e Branca de Artésia, sendo que Edmundo era filho do rei Henrique III de Inglaterra e de Leonor da Provença. Os seus avós maternos foram Patrício de Chaworth, Senhor de Kidwelly no País de Gales, e Isabel de Beauchamp. Patrício foi o primeiro marido de Isabel, porém, pelo segundo casamento, ela foi mãe de Hugo Despenser, o Jovem, o favorito do rei Eduardo II de Inglaterra, portanto Matilde de Chaworth, mãe de Leonor, era a sua meia-irmã.
Leonor teve cinco irmãos mais velhos: Henrique de Grosmont, 1.º Duque de Lencastre, pai de Branca de Lencastre, que foi a primeira esposa do duque João de Gante, filho do rei Eduardo III de Inglaterra; Branca, esposa de Tomás Wake, 2.° Barão Wake de Liddell; Matilde, que foi avó de Filipa Plantageneta, 5.ª Condessa de Ulster, que fez parte da linha sucessória do rei Ricardo II de Inglaterra; Joana, esposa de João de Mowbray, 4.° Barão Mowbray, e Isabel, abadessa de Amesbury. A sua irmã mais nova foi Maria, casada com Henrique Percy, 3.° Barão Percy.

## Biografia
Em 1339, Leonor recebeu os direitos às terras e ao casamento de João Botetourt, durante a sua menoridade. 
Na década de 1330, ela se tornou dama de companhia da rainha Filipa de Hainault, esposa do rei Eduardo III de Inglaterra. Em 1341, lhe foi concedida uma anuidade de £100 pelos serviços prestados a rainha. Naquele mesmo ano, ela também recebeu direito de caçar nas florestas reais da Inglaterra. Portanto, toda vez que ela passasse pelas florestas, parques e labirintos pertencentes ao rei, ela podia caçar ali com os seus galgos, e levar embora consigo qualquer veado que capturasse.
Em alguma data anterior a junho de 1337, Leonor se casou com João de Beaumont, filho de Henrique de Beaumont e de Alice Comyn. Eles tiveram apenas um filho, Henrique, que sucedeu ao pai como barão. Henrique nasceu em Brabante, enquanto Leonor servia a rainha Filipa. O barão João faleceu num torneio em 14 de abril de 1342. Viúva, ela herdou terras em Berkshire, Lincolnshire e Oxfordshire.
Em 1343, Leonor e seus herdeiros receberam permissão real para caçar em todas as terras dela na vila de Seacourt, Berkshire e na vila de Tackley, em Oxfordshire.
Em dezembro de 1343, Leonor apresentou uma queixa sobre perturbadores que roubaram oito de seus cavalos, que valiam £40 em Towcester, em Northamptonshire, além de terem roubado os seus bens, e atacado os seus servos. Em março de 1344, advogados foram indicados para tratar de seus assuntos, enquanto ela partiu para uma peregrinação para Santiago de Compostela.
Desde quando o seu marido estava vivo, Leonor vivia com o seu futuro segundo marido, o conde Ricardo Fitzalan, em adultério. Ele era filho de Edmundo Fitzalan, 2.º Conde de Arundel e de Alice de Warenne. 
Anos depois, em 5 de fevereiro de 1345, quando Leonor tinha cerca de 27 anos, ela se casou com o conde de Arundel, na Igreja de Ditton, na vila de Stoke Poges, no condado inglês de Buckinghamshire.
O primeiro casamento de Ricardo com Isabel Despenser, filha de Hugo Despenser, o Jovem, meio-tio de Leonor, tinha ocorrido quando eles eram crianças. A união foi anulada por mandato Papal, pois, desde que o pai dela sofreu confisco de bens e foi executado, ela deixou de ser importante para o conde. O Papa Clemente VII, portanto, anulou o casamento de Ricardo e Isabel, e deu a dispensa papal necessária (pois Leonor e Isabel eram primas) para o casamento de Leonor e Ricardo após o fato, em 4 de março de 1345.
Em 1345, ela foi nomeada como Leonor, Condessa de Arundel no testamento de seu pai, Henrique.
Em 1364 e em 1366, a condessa recebeu permissão do Papa para entrar nos mosteiros das Minoressas uma vez por ano, acompanhada de quatro matronas honeste de quarenta ou mais anos de idade.
O casal teve oito filhos. A condessa também foi madrasta dos dois filhos do primeiro casamento do marido, Edmundo e Maria.

## Sepultura
Leonor morreu em 11 de janeiro de 1372, com aproximadamente 53 anos de idade, e foi enterrada no Priorado de Lewes, em East Sussex.  Quando Ricardo morreu em 1376, ele tinha optado no seu testamento por ser sepultado ao lado da esposa. Porém, existem monumentos de efígies representando o casal na Catedral de Chichester, que são o tema do poema An Arundel Tomb, escrito em 1956, por Philip Larkin. Apesar disso, há a possibilidade que os dois não tenham sido reenterrados na Catedral, com os seus corpos ainda enterrados no Priorado, permanecendo apenas as tumbas vazias na Catedral de Chichester, servindo, na realidade, como um memorial.

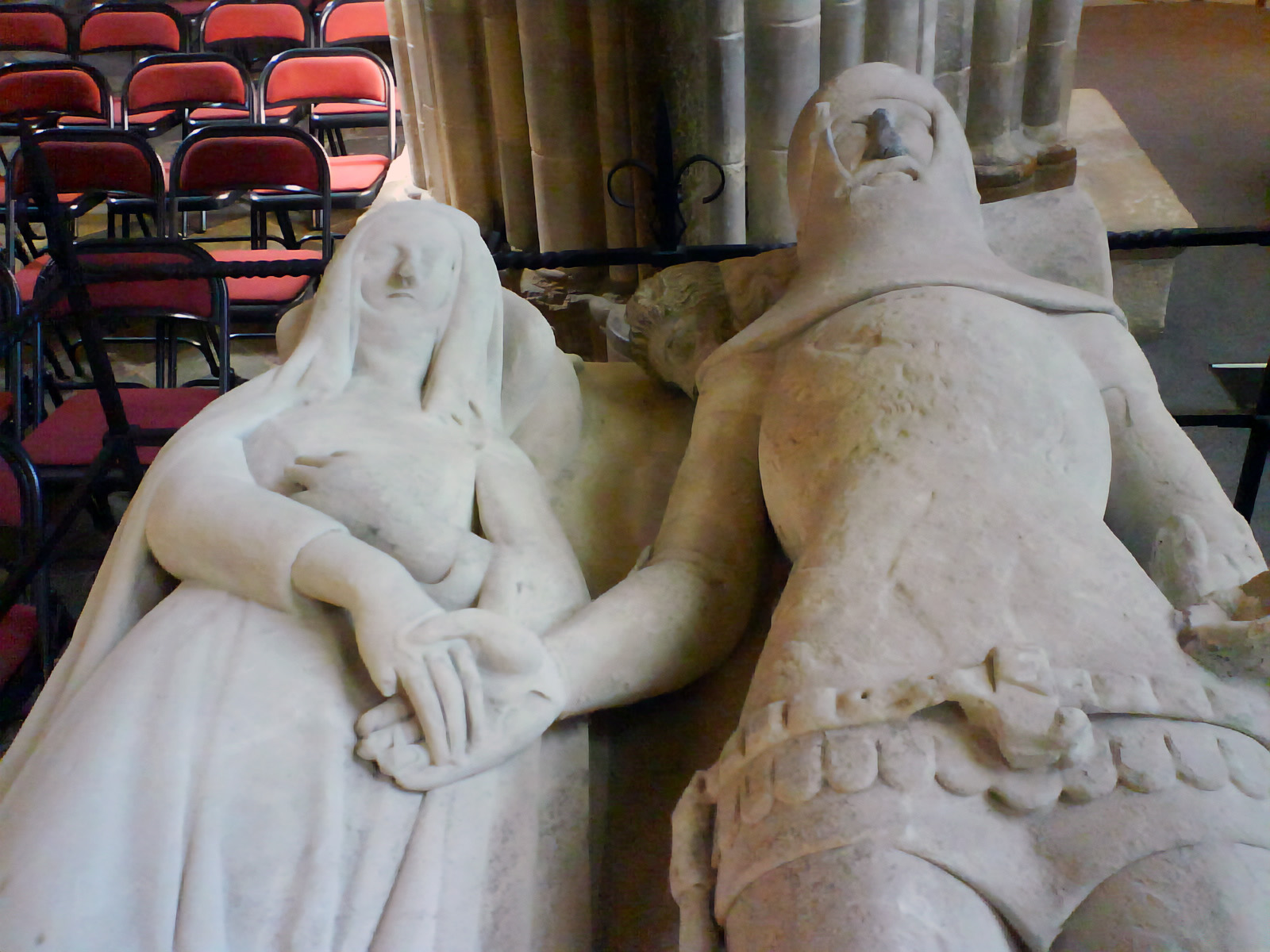
A tumba de Arundel na Catedral de Chichester.

A placa na Catedral conta com os seguintes dizeres sobre o memorial: "A figura representa Ricardo Fitzalan, 3.º Conde de Arundel (ca 1307-1376) e sua segunda esposa Leonor, que, de acordo com o seu testamento de 1376, deveriam ser enterrados juntos "sem pompa" na sala do capítulo do Priorado de Lewes. A armadura e traje sugerem uma data próxima a 1375; a atitude do cavaleiro é típica daquela época, mas, as pernas cruzadas da senhora, dando o efeito de que está virada para o marido, são raras. As mãos dadas foram consideradas parte da "restauração" de Edward Richardson (1812-69), contudo, uma pesquisa recente demonstrou que as características são originais. Caso seja, o monumento deve ser um dos mais antigos mostrando a concessão de afeto onde o marido era um cavalheiro, e não um civil."

## Descendência

### Primeiro casamento
- Henrique Beaumont, 3.° Barão Beaumont (1339/40 – 17 de junho de 1368), foi marido de Margarida de Vere, com quem teve um filho, João Beaumont, 4.° Barão Beaumont, um almirante que serviu na Guerra dos Cem Anos, contra os partidários do Antipapa Clemente VII. Um dos netos do 4.° barão foi João Beaumont, 1.° Visconde Beaumont, um conselheiro de Henrique VI, e o primeiro homem a receber o título de visconde no pariato inglês.

### Segundo casamento
- Edmundo Fitzalan (1346 – 1366), não foi casado e nem teve filhos;
- Ricardo Fitzalan, 4.º Conde de Arundel (1346 – 21 de setembro de 1397), foi casado com Isabel de Bohun, com quem teve sete filhos. Em conflito com o rei Ricardo II de Inglaterra como um dos Lordes Apelantes, foi decapitado em 1397, e seus bens confiscados, até a decisão ser revertida em 1400, com a sucessão do filho, Tomás;
- Joana Fitzalan (1347 – 7 de abril de 1419), foi esposa de Humberto de Bohun, 7.° Conde de Hereford, neto de Isabel de Rhuddlan, que era filha de Eduardo I de Inglaterra e Leonor de Castela. Através da união com Humberto, foi mãe de Maria de Bohun, primeira esposa do rei Henrique IV, responsável pela disposição do primo Ricardo II, e portanto, Joana foi avó de Henrique V. Ela ordenou a degolação de João Holland, 1.° Duque de Exeter, meio-irmão do rei Ricardo II, como vingança por ele ter participado da execução de seu irmão, o conde de Arundel;
- Alice Fitzalan (1350 – 17 de março de 1416), primeiro foi noiva de Edmundo Mortimer, 3.° Conde de March, um neto de Rogério Mortimer, 1.º Conde de March, amante da rainha da Inglaterra, Isabel da França, que junto a Mortimer depôs o marido Eduardo II. Porém, o casamento nunca aconteceu. Ela se casou, então, com  Tomás Holland, 2.º Conde de Kent, que, assim como João Holland, o duque de Exeter, mais tarde executado pela sua irmã, Joana, era meio-irmão de Ricardo II. Teve dez filhos, incluindo Ana Mortimer, que foi avó dos reis Eduardo IV, Ricardo III, além de bisavó de Eduardo V. Através de outra filha foi, Margarida Holland, foi avó de Margarida Beaufort, mãe de Henrique VII, o primeiro rei da Casa de Tudor, e avó de Joana Beaufort, consorte do rei Jaime I da Escócia;
- João Fitzalan, 1.° Barão Arundel (1351 – 15 ou 16 de dezembro de 1379), foi nomeado Conde Marechal da Inglaterra por Ricardo II em 1377. Ele comandou uma expedição naval em assistência a João V, Duque da Bretanha, assim derrotando os franceses no litoral da Cornualha. Segundo o cronista Thomas Walsingham, enquanto esperava para ir ajudar o duque João em outra batalha, ele e seus homens se refugiaram num convento, onde os soldados dessacraram o local e estruparam as mulheres, além de roubar bens do local. Quando eles partiram para o mar, durante uma tempestade, João Fitzalan assassinou os seus homens que se recusaram a ir para a praia, com medo de naufragar nas rochas. As freiras que foram raptadas também foram jogadas ao mar, para aliviar a carga da embarcação. Em seguida, após chegarem numa ilha na Irlanda, João e o capitão do barco foi levados de volta ao mar pelas águas, e se afogaram. Ele foi enterrado no mesmo local que os pais, no Priorado de Lewes. João foi marido de Leonor Maltravers, com quem teve seis filhos;
- Thomas Arundel (1353 – 1414), foi bispo de Ely de 1373 a 1388, e arcebispo da Cantuária de 1397 a 1398. Ajudou o futuro rei Henrique IV a depor o primo, Ricardo II, e foi um grande opositor dos Lollardismo;
- Maria Fitazalan
- Leonor Fitzalan (1348 – 29 de agosto de 1396), esposa de Sir Antônio Browne.